# Ross McInnes
Pour les articles homonymes, voir McInnes.
Ross McInnes, né le 8 mars 1954 à Calcutta, est un administrateur de société franco-australien. Il est président du conseil d'administration de Safran depuis le 23 avril 2015. Il est administrateur d’Engie depuis mai 2018 

## Biographie

### Jeunesse et études
Les parents australiens de Ross McInnes s’établissent à Paris en 1955. Après ses études secondaires au lycée Janson-de-Sailly, il poursuit des études supérieures en science politique, économie et philosophie au St John’s College, à l'université d’Oxford.

### Carrière
Ross McInnes commence sa carrière en 1977 à Londres puis à Rio de Janeiro au sein de la banque Kleinwort Benson, puis dans les activités de corporate finance de la Continental Bank (devenue Bank of America) à Chicago et à Paris.
En 1989, il se tourne vers les grands groupes industriels internationaux, devenant directeur financier de Ferruzzi Corporation of America, puis d'Eridania Béghin-Say. En 2000, il a rejoint Thomson-CSF (devenu Thales) comme directeur général adjoint et directeur financier. Il intègre ensuite le groupe PPR comme directeur général finances et stratégie, avant de rejoindre le conseil de surveillance de la Générale de Santé. À la demande du conseil de surveillance, il assure la présidence du directoire de manière intérimaire de mars à juin 2007. Il occupe alors les fonctions de vice chairman de Macquarie Capital Europe, spécialisé notamment dans les investissements en infrastructures. Entré chez Safran en mars 2009, il en est le directeur général délégué finances à partir de 2011.
Le 5 décembre 2014, le conseil d'administration de Safran arrête le principe de la nomination de Philippe Petitcolin pour succéder à Jean-Paul Herteman, atteint par la limite d’âge, comme directeur général de Safran à l'issue de l’assemblée générale du 23 avril 2015,.
Le 25 février 2015, Ross McInnes est nommé représentant spécial pour les relations avec l’Australie par le ministère des Affaires étrangères. Sa connaissance de ce pays étant mis au service du « renforcement des échanges commerciaux bilatéraux et de la promotion de l’attractivité de la France auprès des investisseurs australiens ».
Le 23 avril 2015, à l'issue de l'assemblée générale, Ross McInnes est nommé administrateur et président du conseil d'administration de Safran.
Il est, en 2018, l'un des présidents du comité action publique 2022.
Ross McInnes est Trustee de l'IFRS Foundation

## Distinctions
- Chevalier de l'ordre du Mérite agricole
- Commandeur de la Légion d'honneur Il est fait commandeur de la Légion d'honneur par décret du 3 juillet 2024[6]. Il était officier du 30 décembre 2016 et chevalier du 16 septembre 2008.